# Bad Neuenahr-Ahrweiler
Bad Neuenahr-Ahrweiler (pronunciación en alemán: /baːt ˈnɔɪ̯ənˌʔaːɐ̯ ˈaːɐ̯ˌvaɪ̯lɐ/ⓘ) es la ciudad capital del distrito de Ahrweiler, en el estado federado de Renania-Palatinado (Alemania). Es famosa por sus Spa y por su casino. La autopista A61 conecta la ciudad con otras como Colonia y Maguncia. 
La ciudad tiene dos parte o barrios, Bad Neuenahr la parte este de la ciudad y Ahrweiler la oeste. Estos dos barrios fueron independientes entre sí hasta su unión en 1969. Además esta ciudad cuenta con un equipo de fútbol femenino bastante importante, el SC 07 Bad Neuenahr Frauen. El centro logístico (el depósito principal) del Ejército alemán está localizado en unas instalaciones bajo el suelo de esta ciudad.
La plaza de la ciudad ha sido retratada en el Modo Foto del videojuego Gran Turismo 5